# Hey Mr. D.J.
A Hey Mr. D.J. című dal az amerikai R&B duó Zhané első kimásolt kislemeze a Pronounced Jah-Nay című stúdióalbumról. A dal 1993 augusztusában jelent meg, melyben a rapszöveget Rottin Rackals a Fam csapat tagja írta, és adta elő.
A dal 6. helyezést ért el az amerikai Billboard Hot 100-as listán. A dal arany státuszt kapott az amerikai RIAA által az 500.000 eladott példányszám alapján.

## Előzmények
A dalt eredetileg a Roll Wit tha Flava című albumon jelentették meg 1993-ban, mielőtt önálló kislemezként megjelent. A dal eredeti hangmintáit Michael Wycoff Looking Up to You című dalából merítették.

## Hatása
2006-ban a dalt a Slant Magazin a 9. helyre sorolta a 100 Legnagyobb Dance sláger kategóriában. 2011-ben a dal a 86. lett a 100 Legjobb kislemez a 90-es években kategóriában.

## Megjelenések
12"  Amerikai Egyesült Államok Flavor Unit Records – 49 77121, Epic – 49 77121
- A1	Hey Mr. D.J. (Maurice's Club Mix) 6:37 Engineer [Remix] – Joey "The Don" Donatello, Remix [Rehoused By], Producer [Addtional Production By] – Maurice
- A2	Hey Mr. D.J. (Maurice's Club Mix w/Rap) 6:37 Engineer [Remix] – Joey "The Don" Donatello, Rap [Additional] – Meechie Faire,Remix [Rehoused By], Producer [Addtional Production By] – Maurice
- A3	Hey Mr. D.J. (Original Mix) 4:16
- B1	Hey Mr. D.J. (Mo's Hey DJ Work This Dub) 6:25 Remix [Rehoused By], Producer [Addtional Production By] – Mo*
- B2	Hey Mr. D.J. (UBQ's Underground Dub) 6:45  Remix – UBQ, Remix [Remix By], Producer [Additional Production By] – Aaron Smith, Terry Hunter
- B3	Hey Mr. D.J. (Moapella) 2:38

## Slágerlista

### Heti összesítések
| Slágerlista (1993–1994)                  | Legjobb helyezések |
| ---------------------------------------- | ------------------ |
| Australia (ARIA)                         | 9                  |
| Austria (Ö3 Austria Top 40)              | 27                 |
| Canada Dance (RPM)                       | 2                  |
| Europe (Eurochart Hot 100)               | 62                 |
| France (SNEP)                            | 32                 |
| Germany (Media Control Charts)           | 29                 |
| New Zealand (Recorded Music NZ)          | 20                 |
| Switzerland (Schweizer Hitparade)        | 42                 |
| UK Singles (The Official Charts Company) | 26                 |
| US Billboard Hot 100                     | 6                  |
| US Dance Music/Club Play Singles         | 2                  |
| US Hot Dance Music/Maxi-Singles Sales    | 1                  |
| US Hot R&B/Hip-Hop Singles & Tracks      | 3                  |
| US Rhythmic Top 40                       | 2                  |
| US Top 40 Mainstream                     | 16                 |

### Év végi összesítések
| Slágerlista (1993)   | Helyezések |
| -------------------- | ---------- |
| US Billboard Hot 100 | 64         |
| Slágerlista (1994)   | Helyezések |
| Australia (ARIA)     | 48         |